# Kanzler
Kanzler Coupé var en bilmodel udviklet af Ernie Kanzler, som senere solgte rettighederne til Newport Coachworks i Californien.
Bilen var eksklusiv, med en listepris på $ 60 000, og var baseret på Mercury Cougar med motor fra Ford. Karosseriet var hovedsagelig af glasfiber.
Produktionen startede i 1979, og Kanzler hævdede selv der blev bygget syv biler i alt. Det vides at der eksisterer mindst to biler, hvoraf den éne blev ejet af Liberace frem til hans død i 1987.